# Eurogroup Consulting
Eurogroup Consulting est un cabinet de conseil en stratégie d’origine française, créé en 1982. L'entreprise regroupe 1 500 consultants répartis dans 30 pays. Son chiffre d'affaires en 2017 est de 160 millions d'euros dont 70 millions d'euros en France, ce qui place le cabinet dans les 25 plus importants en chiffre d'affaires dans l'Hexagone.

## Historique
Créé en 1982, le cabinet est d'abord allié exclusif du Cabinet Mazars jusqu'en 2001. Son développement international le conduit à créer avec neuf autres cabinets le réseau Nextcontinent en avril 2014.  

## Activités

### Secteur privé
L'activité principale du groupe est de conseiller et d'accompagner des entreprises sur leur management et leur évolution, plus particulièrement en ce qui concerne leur transformation digitale.  Elle a pour clients des groupes tels que Renault-Nissan, BMW, Airbus, L’Oréal, Orange, SNCF,  La Poste ou Air France. 

### Secteur public
Le cabinet intervient notamment auprès de l’État et de ses services ainsi que pour des collectivités, sur des sujets de politiques publiques. C'est une des spécialités du cabinet, soulignée dans un classement des cabinets de conseil.  
Eurogroup Consulting réalise ainsi un audit de fonctionnement de l’Élysée en 2018, avant que n'éclate l'affaire Benalla. Cet audit devrait conduire à une réorganisation des services de la présidence. En 2018, allié à d'autres cabinets, Eurogroup Consulting remporte également des appels d'offres publics concernant deux des trois lots des marchés publics dédiés à l'accompagnement de la réforme de l’État ainsi que trois des dix lots du marché du Ministère de la Défense.   
Au niveau local, l'entreprise est aussi retenue par la mairie de Paris, en partenariat avec la préfecture de police pour conduire un « audit de sécurité », qui a débuté le 10 septembre 2018, destiné à évaluer la situation de la capitale en la matière.  

## Dirigeants
L'entreprise est détenue à 100 % par ses salariés. Elle est présidée par Gilles Bonnenfant depuis 2012.

## Publications
Eurogroup Consulting publie régulièrement des études et baromètres thématiques dans différents domaines :
- Assurances : Baromètre des décideurs de l'assurance[12]
- Transports : Baromètre des transporteurs de charge[13]
- Entreprises : Baromètre des grandes entreprises (confiance et préoccupations des dirigeants)[14]
- Attractivité de la France : Indice d'attractivité du territoire des conseillers économiques extérieurs[15]